# Danablu
Danablu（ダナブルー）は日本のスリーピースロックバンド。2015年結成。

## メンバー
- ニシウラ シュンスケ

ボーカル・ベース担当。
NOAのメンバー。
- オオシマ タイスケ

ギター・コーラス担当。
2022年9月からサポートメンバーとして活動し、2023年4月に正式加入。
ガナリヤ、サイレントニクスのメンバー。
- イシザカ ユウ

ドラム担当。
NOAのメンバー。

### 元メンバー
- ヨシムラ ケンシ

ギター・コーラス担当。
元・minorearのメンバー。結成時からサポートメンバーとして活動し、2017年1月に正式加入。
2022年5月脱退。

## 経歴
大阪を拠点とするロック・バンド。バンド名はイシザカのバイト先「バルボア西中島店」のメニューが由来。2014年末に無期限活動休止となったNOAのニシウラ、イシザカを中心に結成し、2015年5月にZIGOKU NO HAJIMARIとして始動。直後に現名義に改名。